# Klevekilens naturvårdsområde
Klevekilens naturvårdsområde är ett naturvårdsområde (sedan 1999 likställt med naturreservat) i Askums socken i Sotenäs kommun i Bohuslän i Västra Götalands län.
Området har varit skyddat sedan 1992 och omfattar 118 hektar.
Reservatet är en flera gånger vinklad vik av sprickbildningar väster om Hovenäset. Här finns  en unik förekomst av stromatolit kalksten. Området har en örtrik flora. 
Området ingår i EU:s ekologiska nätverk av skyddade områden, Natura 2000 och förvaltas av Västkuststiftelsen. 